# Stasis
Pour le jeu vidéo, voir Stasis (jeu vidéo).
Sauf précision contraire, les dates de cet article sont sous-entendues « avant l'ère commune » (AEC), c'est-à-dire « avant Jésus-Christ ».

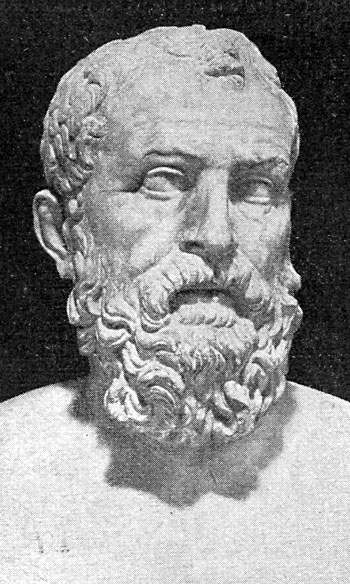
Solon, homme d’État athénien à l’origine d’une série de réformes pour résoudre la stasis de la cité entre Eupatrides et kakoï.

La stasis (du grec ancien στάσις / stásis, pluriel στάσεις / stáseis, « faction, discorde, sédition ») désigne dans la Grèce antique une crise politique d’origine sociale et morale procédant d’un conflit interne à une cité-État sur le fondement d’un déséquilibre ressenti dans la répartition du pouvoir, pouvant mener à la guerre civile.

## Caractérisation et causes
La notion de stasis peut être traduite par les termes de discorde, de décadence, d’effondrement des valeurs aristocratiques, de troubles civiques et même de révolte. Désignant la réalité de la guerre au sein même de la ville, elle s’oppose en ceci au terme πόλεμος (pólemos), qui fait référence à la guerre contre un ennemi extérieur. Cette crise est aussi bien perçue dans les sources comme une souillure civique que comme une sédition. Elle ne connaît ni règle ni limite et trouve son expression la plus aiguë dans la révolution puis la guerre civile. Cette rivalité se traduit dialectiquement par des affrontements politiques ou des guerres intestines, par une suite de revendications, de victoires et de relatifs reculs qui résument l’histoire de la cité archaïque, de la tyrannie et du processus de démocratisation.
La stasis résulte généralement d’une tension entre divers groupes sociaux, dont l’un se sent floué par le système politique imposé. La friction peut découler de causes multiples, tel qu’un écart de richesses, mais surtout un rôle politique différent au sein de la cité, entre les familles aristocratiques combattantes d’une part, et une classe de commerçants et d’artisans enrichis d’autre part, ces derniers demandant à participer à la vie politique de la cité.
Du point de vue mythologique, la stasis est souvent incarnée par le dieu Arès durant l’époque classique. Ce dernier, traditionnellement assimilé à la guerre offensive et à la destruction, peut ainsi également représenter la guerre civile, le désaccord au sein d’un même peuple, du fait de sa brutalité et de sa proximité avec sa sœur Éris, déesse de la discorde.

## Histoire
La plupart des cités grecques connaissent diverses formes de stasis aux époques archaïque et classique (du VIIIe au Ve siècle av. J.-C.).
À Athènes, les Eupatrides (du grec ancien Εὐπατρίδαι / Eupatrídai, « de bonne famille, bien-nés ») s'opposent à ceux que l'aristocratie qualifie de κακοί (kakoí, singulier κακός / kakós). L’adjectif κακός signifie non seulement « mauvais, méchant » mais également « bête, laid, honteux », suggérant des nuisances occasionnelles.
À Mégare, c’est le poète Théognis de Mégare qui se fait le témoin de la stasis dans sa cité :
« Οὐδεμίαν πω, Κύρν', ἀγαθοὶ πόλιν ὤλεσαν ἄνδρες,
ἀλλ' ὅταν ὑβρίζειν τοῖσι κακοῖσιν ἅδῃ
δῆμόν τε φθείρουσι δίκας τ' ἀδίκοισι διδοῦσιν
οἰκείων κερδέων εἵνεκα καὶ κράτεος·
ἔλπεο μὴ δηρὸν κείνην πόλιν ἀτρεμέ' ἧσθαι,
μηδ' εἰ νῦν κεῖται πολλῇ ἐν ἡσυχίῃ,
εὖτ' ἂν τοῖσι κακοῖσι φίλ' ἀνδράσι ταῦτα γένηται,
κέρδεα δημοσίῳ σὺν κακῷ ἐρχόμενα.
ἐκ τῶν γὰρ στάσιές [stásiés] τε καὶ ἔμφυλοι φόνοι ἀνδρῶν·

μούναρχοι δὲ πόλει μήποτε τῇδε ἅδοι. »
— Ελεγείαι (Élégies), v. 43 à 52
        
« Point de ville, Cyrnus, dont les hommes de bien aient causé la perte ; mais celle où les méchants peuvent s’abandonner à la violence, corrompent le peuple, rendent injustement la justice, dans l’intérêt de leur fortune et de leur puissance, celle-là, n’espère pas qu’elle reste longtemps paisible, quand bien même elle serait maintenant en une paix profonde, du moment où des méchants s’y plaisent à ces gains coupables que suit le malheur public. De là, en effet, les dissensions, les querelles meurtrières. Je crains que cette ville n’accueille bientôt un monarque. »

#### Ouvrages francophones
- Ninon Grangé, Oublier la guerre civile ? Stasis, chronique d’une disparition, Paris 2015.
- Nicole Loraux, La Cité divisée : L’Oubli dans la mémoire d’Athènes, Paris, 1997.
- Esther Rogan, « Perversité et passions humaines : la mécanique complexe des discordes civiques dans la Politique d’Aristote », Bulletin de l’Association Guillaume Budé, no 1,‎ 2014, p. 60-77 (lire en ligne, consulté le 27 janvier 2020).

#### Autres
- (en) Moshe Berent, Stasis, or the Greek invention of Politics, dans History of Political Thought 19, 1998, p. 331ff.
- (en) Shlomo Berger, Revolution and Society in Greek Sicily and Southern Italy, Stuttgart 1992.
- (en) Henning Börm, Stasis in Post-Classical Greece, The Discourse of Civil Strife in the Hellenistic World ; dans Henning Börm, Nino Luraghi (eds.), Polis in the Hellenistic World, Stuttgart 2018, p. 53ff. [lire en ligne].
- (de) Henning Börm, Mordende Mitbürger, Stasis und Bürgerkrieg in griechischen Poleis des Hellenismus (Historia-Einzelschriften, 258), Stuttgart 2019 [lire en ligne].
- (de) Hans-Joachim Gehrke, Stasis, Untersuchungen zu den inneren Kriegen in den griechischen Staaten des 5. und 4. Jahrhunderts v. Chr. (Vestigia, 35), Munich 1985.
- (en) Benjamin Gray, Stasis and Stability, Oxford 2015.
- (en) Mogens Herman Hansen, Stasis as an essential Aspect of the Polis ; dans M. H. Hansen, T. H. Nielsen (eds.), An inventory of Archaic and Classical Poleis. Oxford 2004, p. 124ff.
- (en) Nick Fisher, Hybris, revenge and stasis in the Greek city-states ; dans H. van Wees (ed.), War and Violence in Ancient Greece, Londres 2000, p. 83ff.
- (en) Andrew Lintott, Violence, Civil Strife and Revolution in the Classical City 750–330 BC. Londres 1982.
- (nl) Dirk Loenen, Stasis, Enige aspecten van de begrippen partij- en klassen strijd in Oud-Griekenland, Amsterdam 1953.
- (en) Jonathan J. Price, Thucydides and internal war, Cambridge 2001.
- (en) Geoffrey de Ste. Croix, The Class Struggle in the Ancient Greek World (en), Londres 1981.
- (en) Hans van Wees, “Stasis, Destroyer of Men” : Mass, Elite, Political Violence and Security in Archaic Greece ; dans C. Brélaz et al. (eds.), Sécurité Collective et Ordre Public dans les Sociétés Anciennes, Genève 2008, pp. 1-39 [lire en ligne].